# Horodîșce, Volodarka
Horodîșce (în ucraineană Городище) este un sat în comuna Kosivka din raionul Volodarka, regiunea Kiev, Ucraina.

## Demografie
Componența lingvistică a localității Horodîșce
     Ucraineană (99,09%)
     Alte limbi (0,91%)
Conform recensământului din 2001, majoritatea populației localității Horodîșce era vorbitoare de ucraineană (99,09%), existând în minoritate și vorbitori de alte limbi.